# アンセム・ラグビー・カロライナ
アンセム・ラグビー・カロライナ(Anthem Rugby Carolina)は、アメリカ合衆国・ノースカロライナ州シャーロットに本拠地を置くラグビーユニオンクラブである。スタジアムはアメリカンリージョンメモリアルスタジアム。メジャーリーグラグビー所属

## 歴史
2024年、創設。なお同チームはワールドラグビーから財務支援を受けて創設されて、既存のプロラグビークラブに入団していない選手を集め、チーム内からラグビーワールドカップ2027への出場選手を育成し、ラグビーワールドカップ2031までにアメリカ合衆国代表の競争力を高めることが主な目的。

## 主な所属選手
- ジャック・ターンブル(主将・アメリカ代表)
- ジョー・アピコトア(トンガ代表)
- クライヴェン・ルーバー(ナミビア代表)